# Viktor Blinov
Viktor Nikolaevič Blinov (in russo Виктор Николаевич Блинов?; Omsk, 1º settembre 1945 – Mosca, 9 luglio 1968) è stato un hockeista su ghiaccio sovietico.
Morì per un attacco cardiaco durante un allenamento.

## Palmarès

### Olimpiadi invernali
- 1 medaglia:
  - 1 oro (Sapporo 1972)